# Hausbruch
Hausbruch, en baix alemany Husbrook, és un barri del districte d'Harburg al sud de l'estat d'Hamburg a Alemanya a la frontera amb Baixa Saxònia. A la fi de 2013 tenia 17.023 habitants a una superfície d'11,2 km².

## Geografia
Es troba a cavall entre el maresme i el geest de l'Elba. Els primers assentaments es van realitzar a la part més alt, al sud de la carretera, protegits dels aigüats. Les principals vies de comunicació són el B73 Hamburg-Cuxhaven i el ferrocarril S3 que té una parada al barri de Neuwiedental, des de la fi dels anys 1950 l'autopista E43 (A7 segons la nomenclatura alemanya). És al mig d'un amfiteatre verd amb al sud-est el bosc de l'estat Haake i Emme que conté els cims més alts d'Hamburg: Reiherberg (79,2 m), Bredenberg (69,8 m), Falkenberg (64,8 m), Kaiserstuhl (64,7 m) i Wulmsberg (64,0 m), i al sud-oest el parc natural de la Fischbeker Heide.

## Història
El primer esment de Hürersbrook data del 1553. L'aleshores propietari, l'Arquebisbat de Bremen va arrendar els boscs a masovers, en baix alemany Hürer, un mot que va evolucionar vers Hus i que per falsa etimologia va ser traduït in Haus (= casa) quan els topònims van ser alemanyitzats. Després del Tractat de Hevesiek el 1545 passà als ducs d'Harburg. Va quedar un poble rural i poc habitat fins que al segle xix va construir-se la carretera Harburg-Cuxhaven i el 1881 el ferrocarril al mateix traçat. A poc a poc, el poble va esdevenir un dormitori d'Harburg. A recer dels bombardejos d'Hamburg durant la Segona Guerra Mundial, s'hi van construir cases provisionals que després de la guerra van transformar-se en barris nous. Per la seva natura i els paisatges variats, des de l'inici del segle xx va esdevenir un lloc d'escursions i s'hi van construir hotels i restaurants avui desapareguts. El 1905 tenia només 595 habitants. En dues fases anys 1958-59 i 1973-1977 es va urbanitzar Neuwiedental, un típic barri nou d'aquesta època.
Entre 1919 i 1921 de manera efímera hi va have una mina de lignit que va tancar-se per manca de rendibilitat. El 1971 s'hi va obrir una fàbrica de la multinacional Beiersdorf i el 1996 una filial de Philips. Al polígon industrial del Fürstenmoor van instal·lar-se moltes petites i mitjanes empreses.

## Llocs d'interès
- El bosc estatal Haake und Emme[5]
- parc natural de la landa del Fischbeker Heide

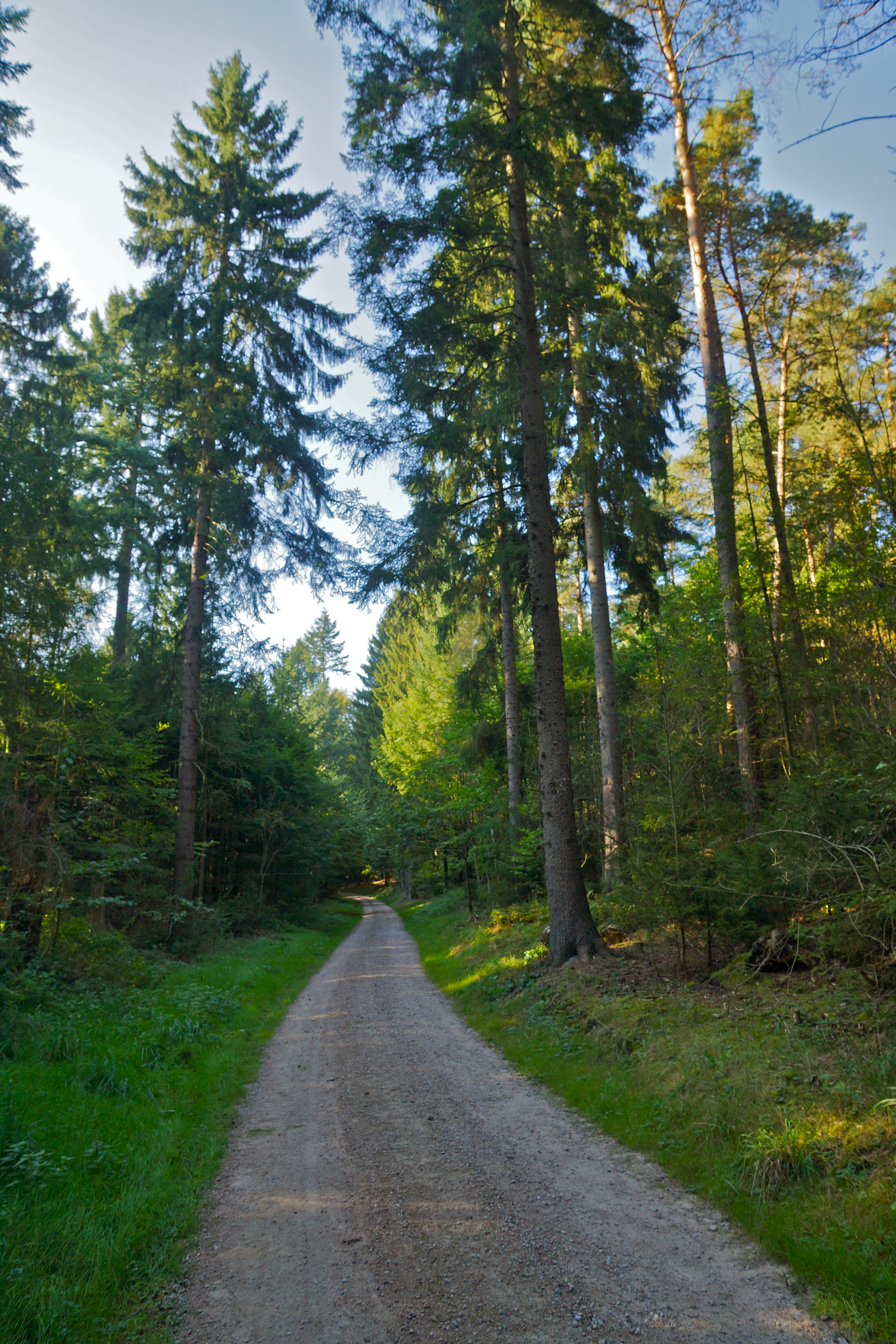
Sender al bosc de l'estat Haake und Emme, prop del cim del Kaiserstuhl
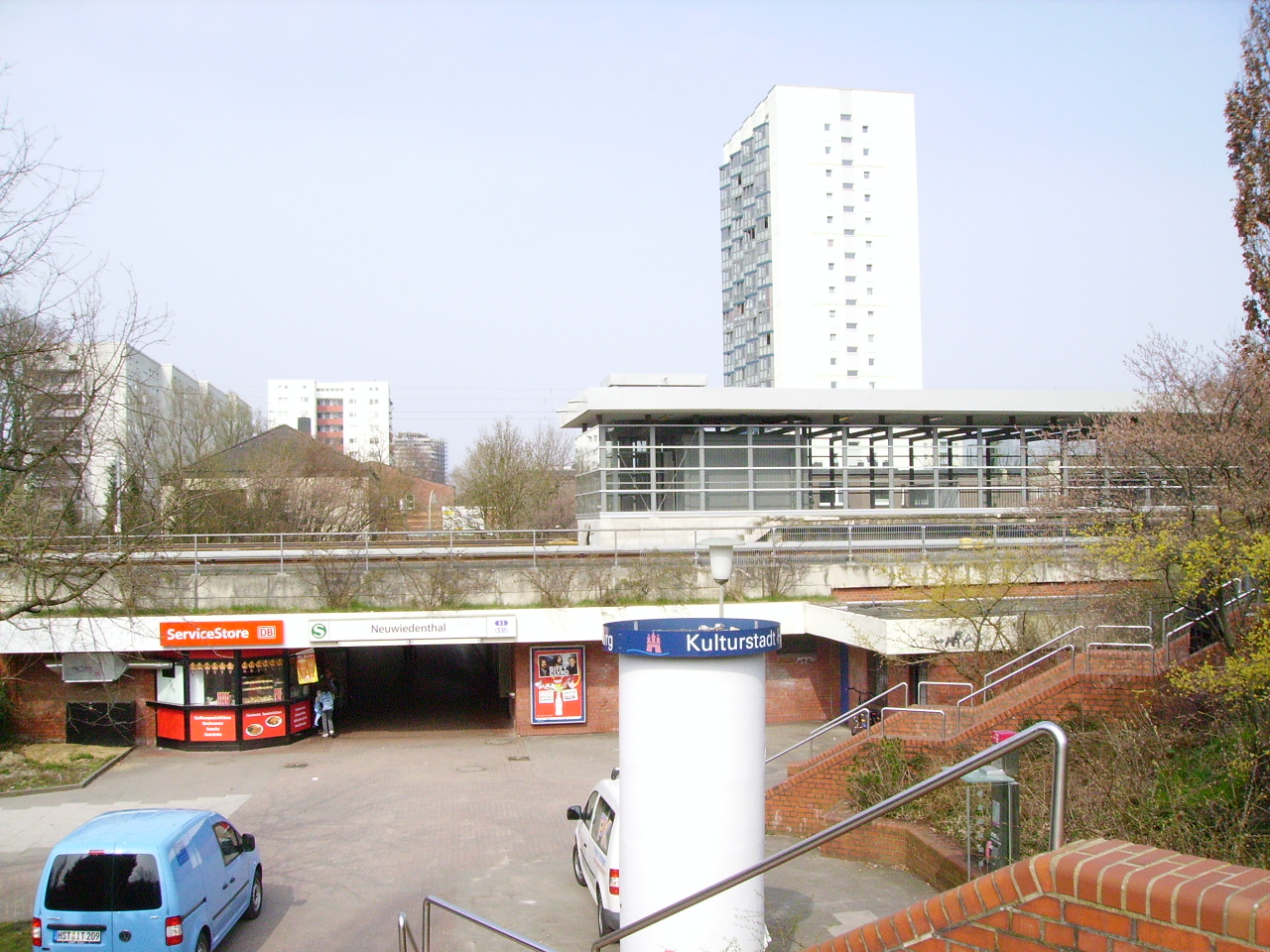
Estació de Neuwiedenthal
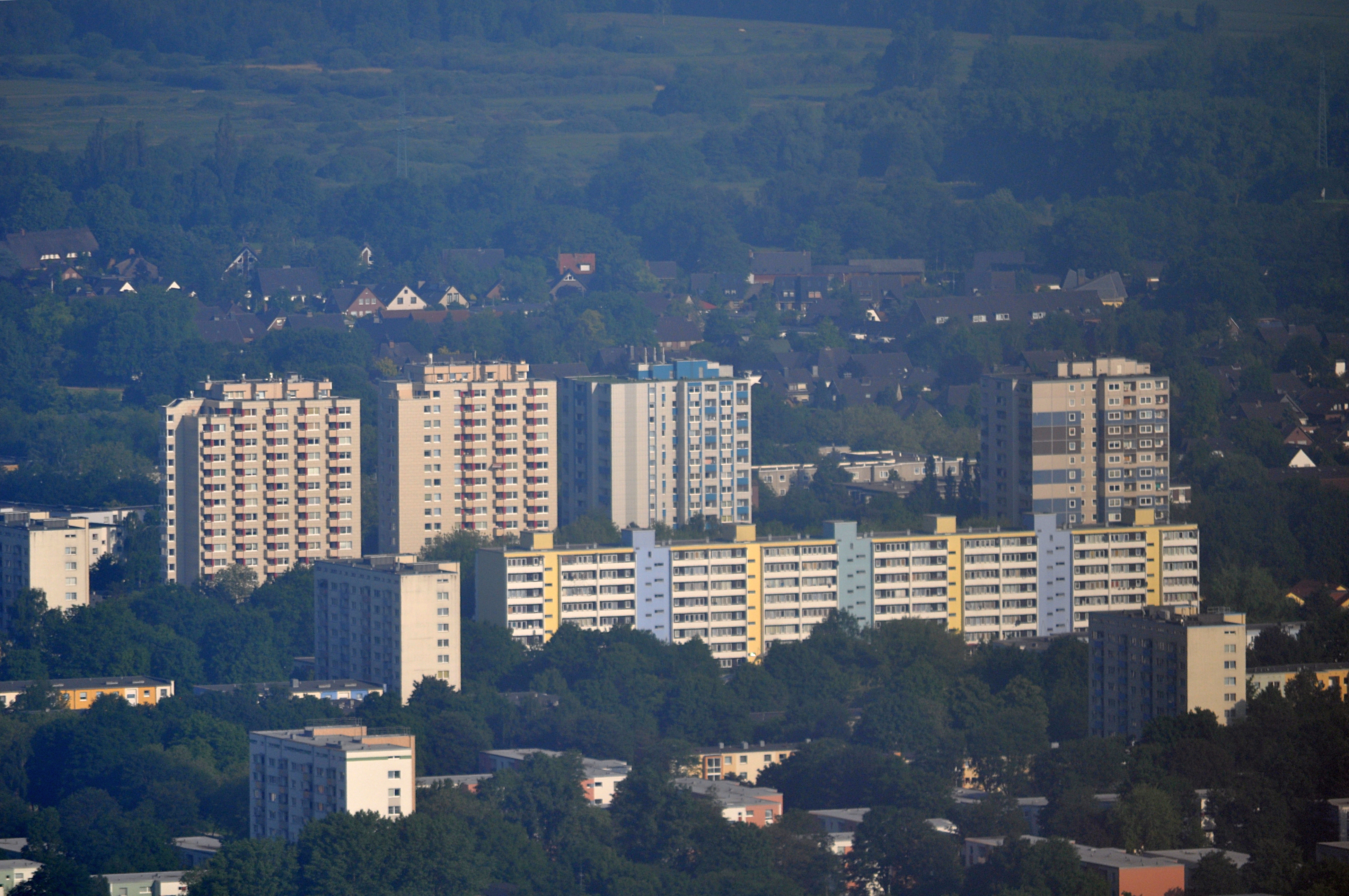
Barri de Neuwiedenthal
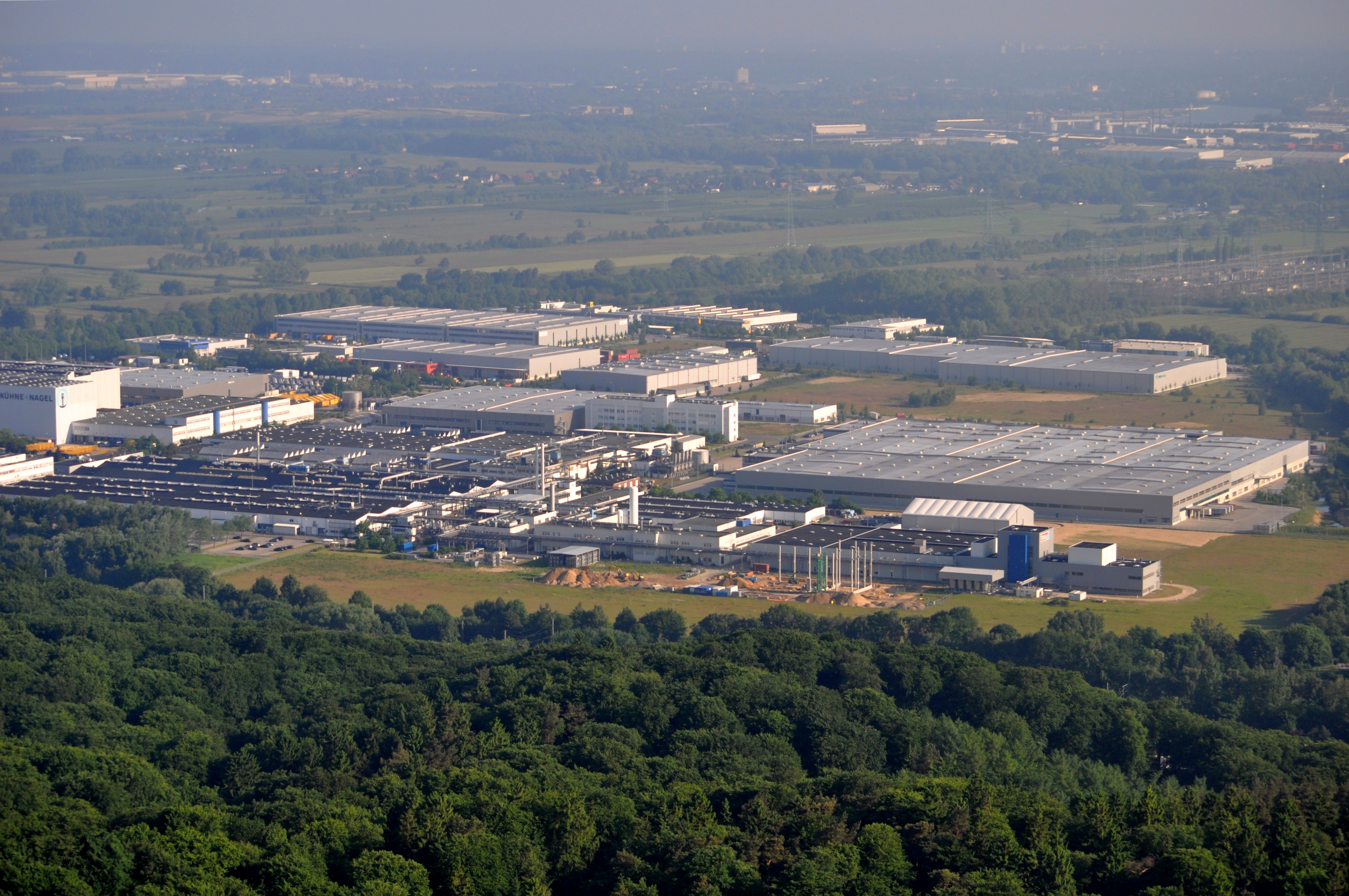
El polígon industrial
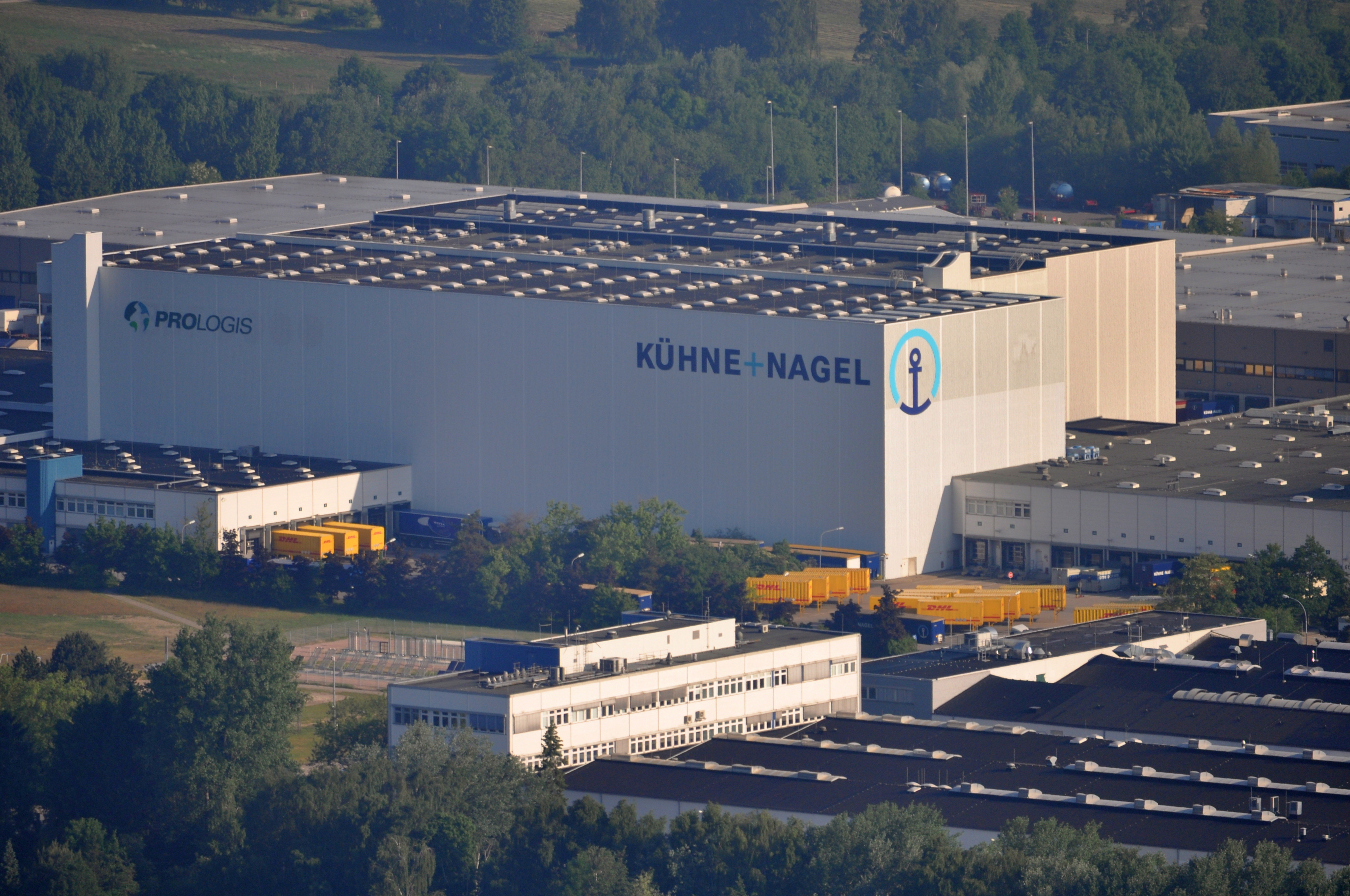
Filial de la societat de logística Kühne + Nagel al polígon industrial

## Enllaços i referències
A Wikimedia Commons hi ha contingut multimèdia relatiu a: Hausbruch

1. ↑  Fehrs-Gilde «Hochdeutsch-plattdeutsche Liste von Stadtteilen in Hamburg», Gesellschaft für niederdeutsche Sprachpflege, Literatur und Sprachpolitik [consulta el 25 de novembre de 2013]
2. ↑  «Hausbruch» Arxivat 2013-11-26 a Wayback Machine., Hamburger Stadtteil-Profile 2012, Hamburg, Statistikamt Nord, 2012, pàgines 222-223, ISSN 1863-9518
3. ↑  Beckershaus, Horst. «Hausbruch». A: Die Namen der Hamburger Stadtteile (Els noms dels barris d'Hamburg) (en alemany).  Hamburg: Editorial Ernst Kabel, 1998, p. 57-58. ISBN 3-8225-0471-8.
4. ↑  Tilgner, Daniel. «Hausbruch». A: Hamburg von Altona bis Zollenspieker: Das Haspa-Handbuch für alle Stadtteile der Hansestadt (Hamburg de A d'Altona cap a Z de Zollenspiecker: el manual de l'Haspa de tots els barris de la ciutat hanseàtica) (en alemany).  Hamburg: Hoffmann & Campe, 2002, p. 490-497. ISBN 3-455-11333-8. «1184»
5. ↑  «Revierförsterei Hausbruch».   Consistori d'Hamburg, s.d.. [Consulta: 5 octubre 2014].